# Tribute in Light
Tribute in Light er 88 projektører placeret ved siden af det sted, hvor World Trade Center, stod i New York, USA indtil 2001, der danner to lodrette kolonner af lys til minde om angrebene den 11. september.
Den blev lanceret i 2003 for at markere toårsdagen for angrebet, og er blevet tændt hvert år den 11. september. Man havde ellers meddelt at 2008 skulle være det sidste år for Tribute in Light, men igen i 2009 var lysene tændt.
Den 17. december 2009, blev det bekræftet, at hyldesten vil fortsætte frem til 2011 indtil tiårsdagen for angrebene.